# Eom Ji-sung
Eom Ji-sung (엄지성?; Gimje, 9 maggio 2002) è un calciatore sudcoreano, attaccante dello Swansea City e della nazionale sudcoreana.

## Carriera

### Club
Eom Ji-sung ha iniziato la sua carriera professionistica con il Gwangju a partire dal 2021, debuttando in prima squadra il 28 febbraio nell'incontro di K League 1 perso 1-0 contro il Suwon Bluewings. Il 4 aprile seguente ha segnato il suo primo gol nel successo per 2-1 sull'Incheon Utd.
Divenuto dopo poco tempo titolare, al termine della stagione è retrocesso in K League 2 con il club, ritornando però in prima divisione già nella stagione successiva.
Il 3 luglio 2024 è stato ceduto a titolo definitivo allo Swansea City.

### Nazionale
Ha giocato nelle nazionali giovanili sudcoreane Under-17, Under-22 ed Under-23.
Il 15 gennaio 2022 ha debuttato con la nazionale sudcoreana nell'amichevole vinta 5-1 contro l'Islanda, segnando al contempo la sua prima rete.

## Statistiche

### Presenze e reti nei club
Statistiche aggiornate al 17 febbraio 2024.
| Stagione        | Squadra         | Campionato      | Campionato | Campionato | Coppe nazionali | Coppe nazionali | Coppe nazionali | Coppe continentali | Coppe continentali | Coppe continentali | Altre coppe | Altre coppe | Altre coppe | Totale | Totale | Totale |
| Stagione        | Squadra         | Comp            | Pres       | Reti       | Comp            | Pres            | Reti            | Comp               | Pres               | Reti               | Comp        | Pres        | Reti        | Pres   | Reti   |        |
| --------------- | --------------- | --------------- | ---------- | ---------- | --------------- | --------------- | --------------- | ------------------ | ------------------ | ------------------ | ----------- | ----------- | ----------- | ------ | ------ | ------ |
| 2021            | Gwangju         | KL1             | 37         | 4          | CC              | 0               | 0               |                    | -                  | -                  |             | -           | -           | 37     | 4      |        |
| 2022            | Gwangju         | KL2             | 38         | 9          | CC              | 0               | 0               |                    | -                  | -                  |             | -           | -           | 38     | 9      |        |
| 2023            | Gwangju         | KL1             | 28         | 5          | CC              | 0               | 0               |                    | -                  | -                  |             | -           | -           | 28     | 5      |        |
| 2024            | Gwangju         | KL1             | 15         | 2          | CC              | 0               | 0               |                    | -                  | -                  |             | -           | -           | 15     | 2      |        |
| Totale carriera | Totale carriera | Totale carriera | 108        | 20         |                 | 0               | 0               |                    | -                  | -                  |             | -           | -           | 108    | 20     |        |

### Cronologia presenze e reti in nazionale
| Cronologia completa delle presenze e delle reti in nazionale ― Corea del Sud | Cronologia completa delle presenze e delle reti in nazionale ― Corea del Sud | Cronologia completa delle presenze e delle reti in nazionale ― Corea del Sud | Cronologia completa delle presenze e delle reti in nazionale ― Corea del Sud | Cronologia completa delle presenze e delle reti in nazionale ― Corea del Sud | Cronologia completa delle presenze e delle reti in nazionale ― Corea del Sud | Cronologia completa delle presenze e delle reti in nazionale ― Corea del Sud | Cronologia completa delle presenze e delle reti in nazionale ― Corea del Sud |
| Data                                                                         | Città                                                                        | In casa                                                                      | Risultato                                                                    | Ospiti                                                                       | Competizione                                                                 | Reti                                                                         | Note                                                                         |
| ---------------------------------------------------------------------------- | ---------------------------------------------------------------------------- | ---------------------------------------------------------------------------- | ---------------------------------------------------------------------------- | ---------------------------------------------------------------------------- | ---------------------------------------------------------------------------- | ---------------------------------------------------------------------------- | ---------------------------------------------------------------------------- |
| 15-1-2022                                                                    | Adalia                                                                       | Islanda                                                                      | 1 – 5                                                                        | Corea del Sud                                                                | Amichevole                                                                   | 1                                                                            | 76’                                                                          |
| 10-9-2024                                                                    | Mascate                                                                      | Oman                                                                         | 1 – 3                                                                        | Corea del Sud                                                                | Qual. Mondiali 2026                                                          | -                                                                            | 89’                                                                          |
| 10-10-2024                                                                   | Amman                                                                        | Giordania                                                                    | 0 – 2                                                                        | Corea del Sud                                                                | Qual. Mondiali 2026                                                          | -                                                                            | 23’ 51’                                                                      |
| Totale                                                                       |                                                                              | Presenze                                                                     | 3                                                                            |                                                                              | Reti                                                                         | 1                                                                            |                                                                              |